# ITC 아방가르드
ITC 아방가르드 (ITC Avant Garde)는 잡지 《아방가르드》의 로고를 기반으로 디자인한 지오메트릭 산세리프계 폰트이다.
원본 로고는 허브 루밸린 (Herb Lubalin)이 컨셉과 헤드라인서체를 디자인하였으며, 나중에 루발린의 디자인회사에서 파트너로 일하던 톰 카네이스 (Tom Carnase)와 협업하여 완전판 서체를 제작하였다. 해당 회사의 명칭이 인터내셔널 타입페이스 코퍼레이션 (ITC)이었기 때문에 글꼴 앞에 ITC라는 표기가 붙는다.
컨덴시드 (압축)버전은 1974년 에드 벤개트가, 오블리크 (기울임) 버전은 1977년 독일의 안드레 귀어틀러 (André Gürtler), 에리히 게슈빈트 (Erich Gschwind), 크리스티안 멩겔트 (Christian Mengelt)가 디자인하였다.
ITC 아방가르드는 실제 활자로는 제작된 적이 없으며 첫 출시 당시에는 콜드타입, 즉 사진식자용 활자로만 제작되었다. 다수의 글꼴 판매회사에서는 '아방가르드' (Avant Garde)라는 명칭 그대로 판매하였으나 그래픽 시스템스에서는 '슈에이브' (Suave)라는 이름으로 제공하였다.

## 디지털화
원판은 헤드라인용 버전과 일반 텍스트용 버전을 두고 있었으나 디지털 글꼴화가 이루어지던 초창기에는 텍스트용 버전만 출시되고 합자나 기타 글자가 들어가는 헤드라인용은 포함되지 않았다. 현재는 추가로 출시되어 굵기별 글꼴 5종 (컨덴시드 4종)과 전각용 보충 오블리크체로 구성되어 있다.
ITC에서 오픈타입용 글꼴을 출시할 당시 원본 33자와 합자, 대체글자가 포함되었으며, 엘스너+플레이크사에서도 합자와 대체글자가 들어간 '아방가르드 고딕 올터네이트' (Avant Garde Gothic Alternate)를 출시하였다.

## 활용 예시

캐나다 앨버타주의 주 로고 (~2009년)과 주 차량번호판 (~2019년)
일본 아이돌 그룹 AKB48의 로고
미국의 유통업체 메이시의 로고 (~2019년)
미국 방송사 PBS 로고의 전체 사명 표기 (아래, 1971년)
브라질 방송사 헤지 글로부의 로고 (1976년~2023년). 아방가르드체를 자체 수정하여 제작하였다.[2]
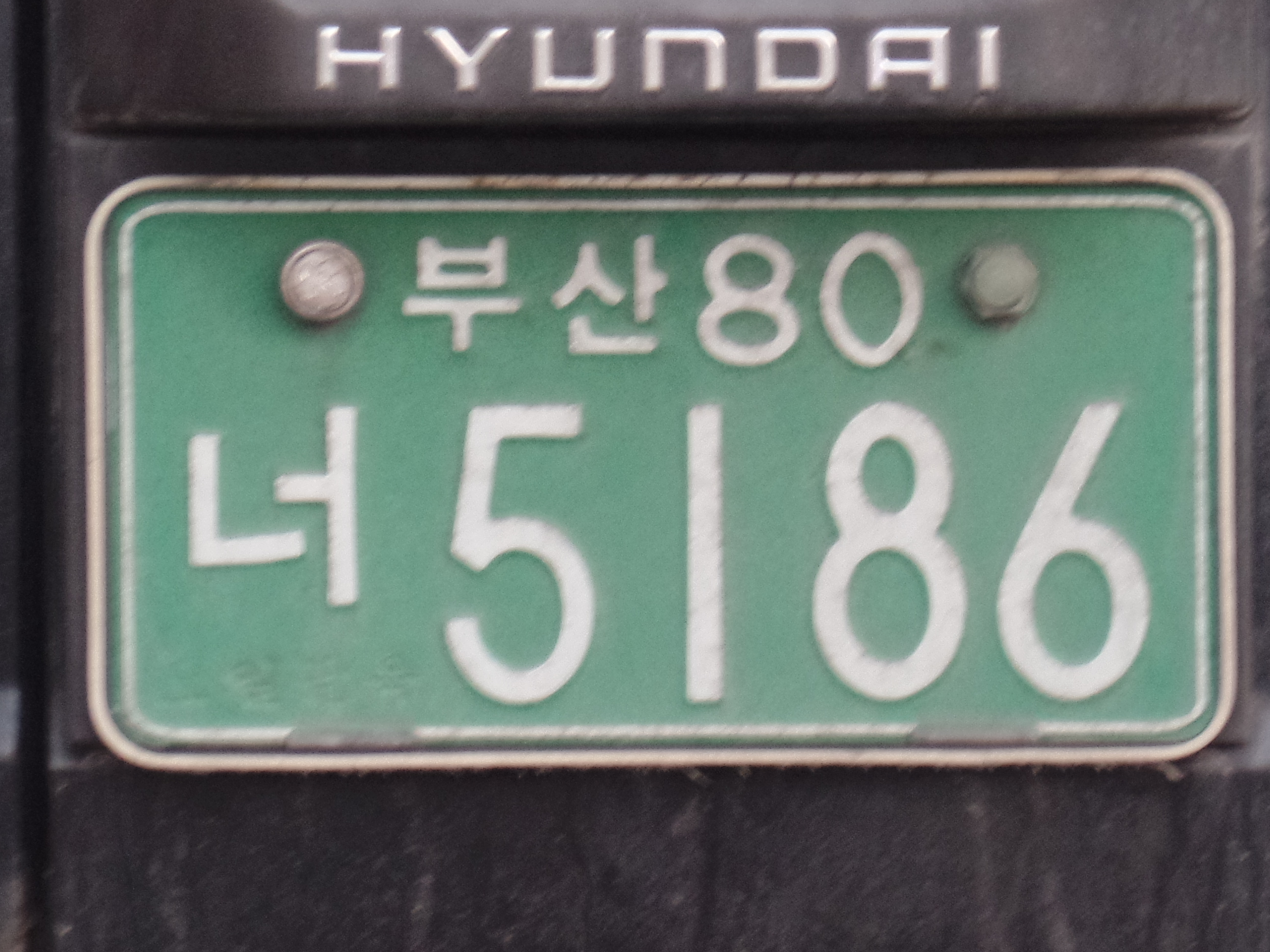
대한민국의 차량 번호판의 숫자 표기 (~2004). 방가르드체를 변형한 것을 사용하였다.
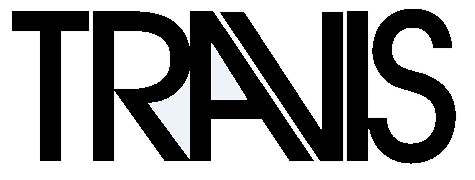
밴드 트래비스의 1999년 앨범 《The Man Who》의 밴드 로고
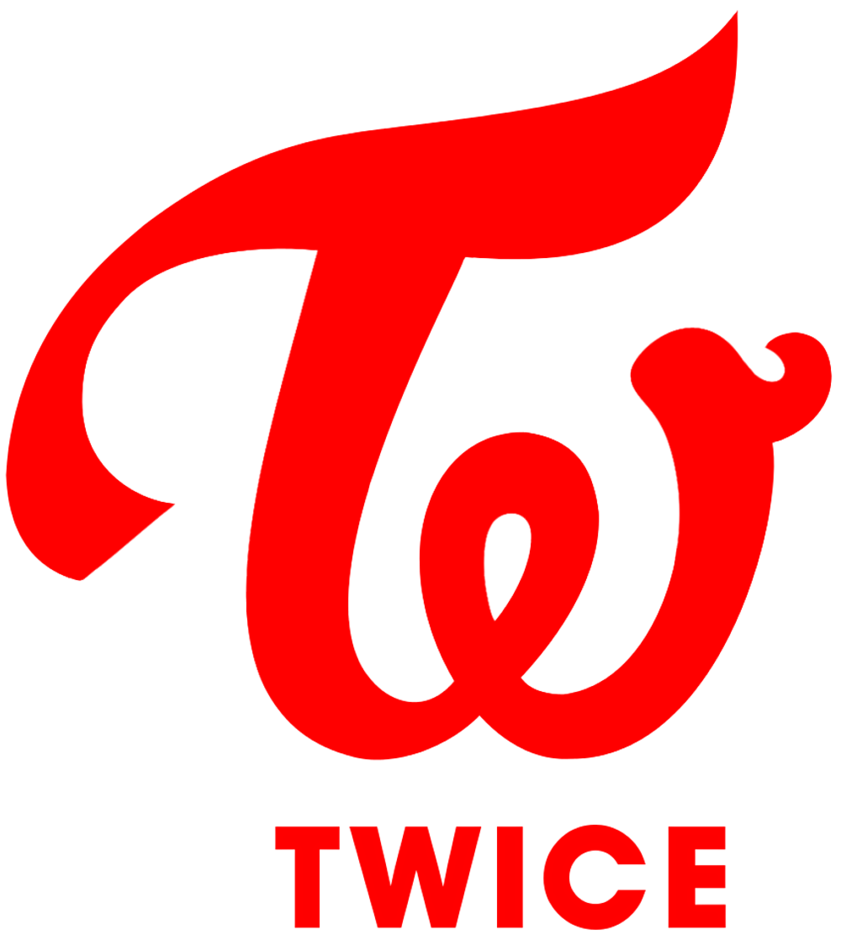
대한민국 걸그룹 트와이스의 로고 하단 표기 (2015년~)

## 같이 보기
- 푸투라
- 센추리 고딕
- 아방가르드 (잡지)